# Lindsaea carvifolia
Lindsaea carvifolia är en ormbunkeart som beskrevs av Kramer. Lindsaea carvifolia ingår i släktet Lindsaea och familjen Lindsaeaceae. Inga underarter finns listade.